# Raputia simulans
Raputia simulans är en vinruteväxtart som beskrevs av J.A. Kallunki. Raputia simulans ingår i släktet Raputia och familjen vinruteväxter. Inga underarter finns listade i Catalogue of Life.